# Nephelomyias
Nephelomyias es un género de aves paseriformes perteneciente a la familia Tyrannidae que agrupa a tres especies originarias de Sudamérica donde se distribuyen a lo largo de la cordillera de los Andes desde el centro este de Colombia hasta el oeste de Bolivia. A sus miembros se les conoce por el nombre popular de mosqueros. Estas tres especies estaban antes incluidas en el género Myiophobus, de donde fueron separadas siguiendo los estudios genético-moleculares de Olhson et al. (2009), que describieron este nuevo género.

## Etimología
El nombre genérico femenino «Nephelomyias» se compone de las palabras del griego «nephelē» que significa ‘nube’, y «muia, muias» que significa ‘mosca’; en referencia al bosque nuboso, hábitat de los atrapamoscas del género.

## Características
Las especies de este género son pequeños tiránidos que miden entre 10,5 y 14 cm de longitud. Se distinguen de las otras especies tradicionalmente incluidas en Myiophobus por la combinación de las barras alares contrastantes y el panel pálido en los dos tercios distales de las secundarias, por el color amarillo vivo a ocráceo en las partes inferiores y por la falta del patrón estriado o flamulado en el pecho y flancos. El comportamiento se distingue por ser más arborícolas, habitando el dosel y el subdosel de selvas húmedas montanas. Se alimentan de pequeños artrópodos (y posiblemente de algunas frutas) que capturan en vuelos cortos en el aire o en el follaje y hurgando desde una percha. También se diferencian de todos los miembros de Hirundineinae por viajar en pequeños grupos que con frecuencia acompañan bandos mixtos de alimentación.

## Lista de especies
Según las clasificaciones del Congreso Ornitológico Internacional (IOC) y Clements Checklist/eBird, agrupa a las siguientes especies con el respectivo nombre popular de acuerdo con la Sociedad Española de Ornitología (SEO):
| Imagen | Nombre científico            | Autor                       | Nombre común       | Estado de conservación | Distribución |
| ------ | ---------------------------- | --------------------------- | ------------------ | ---------------------- | ------------ |
|        | Nephelomyias pulcher         | (P.L. Sclater, 1861)        | mosquero hermoso   | LC                     |              |
|        | Nephelomyias lintoni         | (Meyer de Schauensee, 1951) | mosquero de Linton | NT                     |              |
|        | Nephelomyias ochraceiventris | (Cabanis, 1873)             | mosquero pechiocre | LC                     |              |

## Taxonomía
Ohlson et al. (2009) presentaron datos genético-moleculares demostrando que el género Myiophobus era polifilético. Las especies pulcher, lintoni y ochraceiventris fueron transferidas al presente nuevo género, lo que fue reconocido mediante la aprobación de la Propuesta N° 425 al Comité de Clasificación de Sudamérica (SACC).
Los amplios estudios genético-moleculares realizados por Tello et al. (2009) descubrieron una cantidad de relaciones novedosas dentro de la familia Tyrannidae que todavía no están reflejadas en la mayoría de las clasificaciones. Siguiendo estos estudios, Ohlson et al. (2013) propusieron dividir Tyrannidae en cinco familias. Según el ordenamiento propuesto, Nephelomyias permanece en Tyrannidae, en una subfamilia Hirundineinae Tello, Moyle, Marchese & Cracraft, 2009 junto a Myiotriccus, Pyrrhomyias e Hirundinea.